# Repty (gromada)
Repty – dawna gromada, czyli najmniejsza jednostka podziału terytorialnego Polskiej Rzeczypospolitej Ludowej w latach 1954–1972.
Gromady, z gromadzkimi radami narodowymi (GRN) jako organami władzy najniższego stopnia na wsi, funkcjonowały od reformy reorganizującej administrację wiejską przeprowadzonej jesienią 1954 do momentu ich zniesienia z dniem 1 stycznia 1973, tym samym wypierając organizację gminną w latach 1954–1972.
Gromadę Repty z siedzibą GRN w Reptach (obecnie w granicach Tarnowskich Gór) utworzono – jako jedną z 8759 gromad na obszarze Polski – w powiecie tarnogórskim w woj. stalinogrodzkim, na mocy uchwały nr 23/54 WRN w Stalinogrodzie z dnia 5 października 1954. W skład jednostki wszedł obszar zniesionej gminy Repty (dotychczasowe gromady Repty Nowe i Repty Stare) oraz parcela nr kat. 519/18 z karty 3 z obrębu Bobrowniki z dotychczasowej gromady Bobrowniki ze zniesionej gminy Bobrowniki w tymże powiecie. Dla gromady ustalono 21 członków gromadzkiej rady narodowej.
20 grudnia 1956 województwo stalinogrodzkie przemianowano (z powrotem) na katowickie.
Gromada przetrwała do końca 1972 roku, czyli do kolejnej reformy gminnej.